# 太陽輻射壓力
太陽輻射壓力是太陽輻射抵達物體時，施加在該物體的壓力，這是天文學上的現象。在太空動力學，太陽輻射壓力是非常有趣的，它也是軌道攝動的一個來源。
這種擾動的力量可以簡單的表示如下 
{\displaystyle F_{SR}=-p_{SR}c_{R}A_{\odot }r_{\oplus \odot }}
此處：
{\displaystyle F_{SR}} - 太陽輻射壓產生的壓力

{\displaystyle p_{SR}} - 太陽輻射在單位面積上所施加的力

{\displaystyle c_{R}} - 物體的反射係數

{\displaystyle A_{\odot }} - 物體暴露於太陽輻射下的區域

{\displaystyle r_{\oplus \odot }} - 物體與太陽的徑向單位距離  